# ТЕС Карантайн
ТЕС Карантайн (Quarantine) — теплова електростанція на півдні Австралії.
У 2002 році на майданчику станції ввели в дію чотири встановлені на роботу у відкритому циклі газові турбіни Alstom GT10B загальною потужністю 95 МВт, що передусім використовувались для покриття пікових навантажень.
У 2009-му ввели в дію другу чергу у складі однієї газової турбіни General Electric Frame 9E потужністю 120 МВт, що так само була встановлена на роботу у відкритому циклі.
У 2020 та 2021 роках два з агрегатів першої черги замінили на турбіни General Electric LM2500 потужністю по 29,5 МВт. Планувалось, що у підсумку будуть замінені всі турбіни першої черги.
Станція працює на природному газі, що надходить до Аделаїди по трубопроводах Мумба – Аделаїда та Айона – Аделаїда.